# メドピア
メドピア株式会社（英: MedPeer, Inc.）は、東京都中央区に本社を置き、医師専用サイト「MedPeer」のサービスを行っている日本の企業である。

## 概要
MedPeerは、医師の17万人以上（国内医師の約半数）が参加する「臨床の決め手がみつかる」医師専用サイト。医師向けコミュニティサイト「イシコメ」、人材紹介サービス「MedPeer Career」の運営、医師会員へのネットリサーチサービスが主力事業である。

## 沿革
- 2003年12月 - 若手医師数名により、「ネット医局」設立（医師会員数約180名）
- 2004年12月 - 「ネット医局」メンバー有志により、株式会社メディカル・オブリージュ設立[2]
- 2006年12月 - 「ネット医局」を「Next Doctors」へ改称
- 2007年8月 - 医師による医師のための質問回答コミュニティ「Next Doctors」オープン
- 2009年
  - 7月 - 株式会社日経BP社（日経メディカル オンライン）と提携
  - 10月 - 「Next Doctors」を「MedPeer」に改称。日経メディカル オンラインと掲示板を共同運営
- 2010年4月 - 株式会社メディカル・オブリージュからメドピア株式会社に社名変更[2]
- 2014年6月 - 東証マザーズ上場[2]
- 2016年
  - 6月 - 日本アルトマーク株式会社と合弁会社の株式会社medパスを設立[2]
  - 7月 - 株式交換により株式会社Mediplatを子会社化[2]
  - 10月 - 株式会社フィッツプラスを子会社化[2]
- 2018年
  - 4月 - スギホールディングス株式会社に対し第三者割当増資を実施し、3%の株式を割り当てる予定。また、子会社の株式会社Mediplatも株式会社スギ薬局に対し第三者割当増資を実施し、49%の株式を割り当てる予定で両社約3.5億ずつ合わせて約7億円の出資を受ける[3]。
  - 11月5日 - 医師向けのインターネットテレビ「MedPeer Channel」が開局[4]。
  - 11月13日 - 上記の「MedPeer Channel」を共同展開することを目的に東京メトロポリタンテレビジョン（TOKYO MX）と業務提携契約を締結した[5]。
- 2020年
  - 9月15日 - 東証1部に市場変更

## 関連会社
連結子会社
- 株式会社コルボ
- MIフォース株式会社

持分法適用関連会社
- 株式会社medパス